# IPad mini 4
iPad mini 4（アイパッド ミニ フォー）は、Appleが開発して販売したタブレット型コンピュータである。

## 概要
2015年9月9日（現地時間）、カリフォルニア州サンフランシスコBill Graham Civic Auditoriumで開催された「Special Event September 2015」で、iPhone 6s・iPhone 6s Plus・12.9インチiPad Pro (第1世代)・Apple TV HDと共に発表されて当日に発売された。

## スペック
前機種のiPad mini 3は前々機種のiPad mini (第2世代)の基本仕様をそのまま受け継いだが、本機種はiPad Air 2の仕様を組み込んで刷新された。フルラミネーションディスプレイを採用して薄く軽量化され、本機種からダイレクトボンディングを採用して不要な反射が低減された。薄型化にともないバッテリーは微減し、Air 2やProと同様に本体横の消音兼回転スイッチが省略された。ストレージ容量は16GB・32GB・64GB・128GBで、外装色はシルバー・ゴールド・スペースグレイがある。
CPUはApple A8に変更されてメモリは2GBを搭載し、iOS 9で強化されたマルチタスク機能の1種である、画面分割して2種類のアプリを同時に表示できる「Split View」に対応した。Air 2同様にモーションコプロセッサのM8、気圧計、mini 3から引き続き指紋認証システムのTouch IDも搭載する。

### カメラ機能
カメラは、Air 2同様に外面のiSightは800万画素センサーを採用してバーストモードによる連写や120フレームレート (fps) のスローモーションビデオ撮影に対応した。内側のFaceTimeカメラは、F値が2.2のレンズを採用した。

### 通信システム
通信システムはAir 2の機能を継承し、Wi-FiはIEEE802.11a/b/g/n/acに対応してMIMO（HT80）と合わせて通信速度は最大で866メガビット毎秒 (Mbps) である。LTEは下り最大150Mbps、TD-LTE（WiMAX2+、AXGPを含む）やキャリアアグリゲーション、1枚のSIMカードで複数の通信会社が選択可能な「Apple SIM」に対応する。Bluetoothは4.2である。

### 容量
2016年9月7日のスペシャルイベント終了後に16GB・64GBモデルの販売を終了し、32GBモデルを新たに設定し、128GBモデルを値下げした。
2017年3月21日（米国時間）にiPad (第5世代) が発表されたのちに32GBモデルの販売を終了し、さらに値下げされた128GBモデルのみを販売した。
2019年3月18日にiPad mini (第5世代)が発売され、終売となった。

## iPadモデルの変遷
（横スクロールできる画像です）